# Клінгенталь
Клінгенталь (нім. Klingenthal) — місто в Німеччині, розташоване в землі Саксонія. Входить до складу району Фогтланд.
Площа — 50,44 км2. Населення становить 8035 ос. (станом на 31 грудня 2020).